# 浪曲天狗道場
浪曲天狗道場（ろうきょくてんぐどうじょう）とは、 民放ラジオ開局直後のラジオ浪曲の全盛期、昭和30年代にラジオ東京（現在のTBSラジオ）で一世を風靡した浪曲のど自慢の素人参加番組である。

## 放送時間の変遷
- 放送開始：1954年10月26日　目白製薬　火曜21:10 - 21:40
- 放送終了：1965年6月28日　大正製薬　月曜20:00 - 20:30

## 出演者
- 玄関番（司会者）：池谷三郎（ラジオ東京アナウンサー）[1]
- 指南役：前田勝之助→隅田梅若
- 審判：2代目木村重松→初代相模太郎[2]
- 曲師：高野東海

## スタッフ
- 制作:池田正男[3]

## 概要
戦前から引き続き、ラジオの浪曲が大人気を持つ中、1954年4月7日に正岡容、東家楽浦、三門博、小島貞二を審査員に司会はアナウンサーの芥川隆行で始まった「素人浪曲のどくらべ」を前身番組として、同年10月26日に始まり 強烈な個性で人気を集めたのが聴取者参加の浪曲物まね「浪曲天狗道場」だった。先行した日本文化放送（現在の文化放送）の「浪曲学校」を、スポンサーごと引き取り放送することに一度は決まるが、日本文化放送が巻き返し、互いに譲らず2局が同企画で競合することになった。スポンサーの大正製薬 は板ばさみとなり、系列会社の目白製薬にラジオ東京のほうを引き受けさせて落着したが、別の出演者で後を追った「浪曲天狗道場」が本家のお株を奪い、圧倒的な人気番組にのしあがる。新聞はこのいきさつを「民放、スポンサー獲得に大童“浪曲学校”にKRと文化で一波乱」 と報じた。その人気は、1回分の出場者6名に対し、応募者が週に500名を超えたほどであった。背景には、大衆の演芸として浪曲自体が大いに親しまれていたことと、思わず真似をして一節うなりたくなる心理を巧みに衝いた企画であった、という事がある。
指南役と審判に一流の浪曲師を配し、参加出場者は、まず入門の試験に合格してから、初段から九段まで進む形式で、賞金も次第に高額になった。番組の成功は審判役相模太郎の個性（「ちょいと待ったぁ」という掛け声等）に負うところが大きいが、「頼もーう」に続く玄関番の「どーれ」（アナウンサーの池谷三郎）のかけ声や、入門や昇段試験合格の太鼓の音（木暮金三郎）は、聴取者に強い記憶を残した。
「関東全地域・夏期 民放在京3局 高聴取率番組 1957年（昭和32年）」
| 曜 | 番組名             | 放送局     | 聴取率 |
| -- | ------------------ | ---------- | ------ |
| 火 | 浪曲天狗道場       | ラジオ東京 | 23.8%  |
| 木 | 浪曲学校           | 文化放送   | 12.8%  |
| 月 | 浪曲十八番集       | ラジオ東京 | 11.4%  |
| 火 | 歌のパラダイス     | ラジオ東京 | 10.3%  |
| 木 | 歌謡ベストテン     | 文化放送   | 10.0%  |
| 土 | 浪曲次郎長伝       | ラジオ東京 | 9.8%   |
| 木 | 私と貴方の三つの歌 | 文化放送   | 9.6%   |
| 火 | 歌の風車           | ラジオ東京 | 9.4%   |
| 日 | 浪曲歌合戦         | 文化放送   | 9.2%   |

1956年には在京ラジオ各局で同様の趣向の番組が続々と現れ、NHK（「素人即席演芸会」から「なかよし演芸会」を経て）「なかよし浪曲会」、ニッポン放送「のど比べなんでも大学」、日本文化放送「浪曲歌合戦」と最大５番組が同時期に鎬を削ることになった。また、大阪では1956年（昭和31年）1月、新日本放送（後の毎日放送）の「浪花節天狗道場」も始まり、東京ではニッポン放送が放送した。
番組中期以降、「浮世風呂」と称して銭湯を会場にしたり、年始に放送する年男・年女大会で政治家大野伴睦や力道山、飯田蝶子、寺内大吉、横山道代らに浪曲をうならせ、話題づくりにも努力した。
| 西暦 | 民放R 局数 | ラジオ 普及率 | 民放T 局数 | テレビ 普及率 |
| ---- | ---------- | ------------- | ---------- | ------------- |
| 1951 | 9          | 58.6%         | ｰ          | -             |
| 1952 | 21         | 63.6%         | -          | -             |
| 1953 | 45         | 70.4%         | 1          | 0.1%          |
| 1954 | 59         | 75.2%         | 1          | 0.3%          |
| 1955 | 62         | 73.8%         | 2          | 0.9%          |
| 1956 | 80         | 77.8%         | 4          | 2.3%          |
| 1957 | 88         | 81.2%         | 6          | 5.1%          |
| 1958 | 100        | 81.3%         | 27         | 11.0%         |
| 1959 | 104        | 74.7%         | 47         | 23.1%         |
| 1960 | 115        | 57.2%         | 61         | 33.2%         |
| 1961 | 124        | 45.8%         | 82         | 49.5%         |

ラジオ普及率が80％を上回る数値に達する中、ピークの1957年（昭和32年）には、この番組「浪曲天狗道場」の聴取率は23.8%に達する（NHK調べ）。その後も20％前後を推移し、6年間にわたり、民放の首位であった。
神奈川県横浜市にある放送ライブラリーには、1964年6月1日放送分が聴取可能である。

## ネット
朝日放送で関西にネット(58年12月3日～59年8月26日.水曜15:00～15:30)「大正アワー」とタイトル冒頭明記あり。同時期同一時間帯月ｰ日に大正製薬提供の時間が占拠した。「演芸廻り舞台」月（大阪漫才、落語）火曜（東京落語、漫才）等。

## 映画化・テレビ化
この番組は大映により映画化された（1955年1月22日公開。アナウンサーの池谷三郎と前田勝之助も出演）。また、発足直後のテレビ部門でテレビ番組化された。映画化されたラジオ番組はドラマを中心に数多くある が、素人参加番組の映画化は異例のことである。

## 他の影響
既に浪曲はレコード・映画・大会による鑑賞が主となり、中心となる寄席定席は東京から消えていたが、1955年（昭和30年）8月13日、東京・南千住コツ通りに既にあった漫才中心の色物席「栗友亭」が浪曲定席に衣替えし、興行の合間、舞台を一定時間浪曲ファンに開放した。浪曲天狗道場と同じ形式で唸ることができたわけである。

## 番組の終焉
長く聴取率トップ番組であったが、ラジオ離れで1961年から下位に落ち、戦後も引き続き絶頂期であった浪曲の退潮をも象徴することとなる。プロ野球のナイター中継がレギュラー化（1963年4月8日から　火曜ｰ木曜、土日）するなどしたが、結局同様の番組では最も長寿番組となった。